# 멜로디 타임
《멜로디 타임》 혹은 《즐거운 음악시간》(영어: Melody Time)은 월트 디즈니 피처 애니메이션이 제작한 1948년 미국 만화 영화이다.

## 단편들
디즈니에 따르면, 이 영화의 줄거리는 다음과 같다: "환타지아와 같은 디즈니의 위대한 음악 고전의 웅장한 전통을 이어받은 멜로디 타임은 각각 활기찬 음악과 잊을 수 없는 캐릭터로 향상된 7가지 고전 이야기를 담고 있습니다... 재치와 매력이 가득한 눈과 귀를 위한 향연... 모두를 위한 즐거운 디즈니 고전입니다." 로즈 펠스윅은 1948년 《더 뉴스-센티넬》의 평론에서 이 영화를 "월트 디즈니의 만화 캐릭터들이 살고 있는 흥미로운 가상의 세계로의 모험"이라고 묘사했다. 또한 "버디 클락의 스크린 밖 목소리로 소개되는... 에피소드에는 환상, 민속, 남미 리듬, 시, 슬랩스틱이 포함되어 있다"고 설명한다. 1948년 피츠버그 포스트가제트의 평론에서는 이 영화를 "환상, 추상, 우화, 음악, 색채, 움직임의 혼합"이라고 묘사했다.
다음은 "미니 뮤지컬" 이야기 7편이다:

### 어느 겨울날에 (Once Upon a Wintertime)
이 단편은 프랜시스 랭퍼드가 19세기 후반 12월의 겨울날 두 낭만적인 젊은 연인에 대한 주제곡을 부르는 내용을 담고 있다. 이 커플은 제니와 조이다 (대부분의 디즈니 만화와 달리, 제니와 조는 대사가 없다). 조는 제니를 위해 얼음 위에서 재주를 부리고, 거의 비극이 될 뻔한 상황에서 시기적절한 구조가 뒤따른다. 이 이야기는 비슷한 토끼 커플과 얽혀 있다.
이 패키지 영화의 다른 단편들처럼, "어느 겨울날에"는 나중에 1954년 9월 17일에 개별 단편으로 극장 개봉되었다.

### 범블 부기 (Bumble Boogie)
이 단편은 한 마리의 뒤영벌이 시각적이고 음악적인 광란을 피하려 애쓰는 초현실주의적인 전투를 보여준다. 프레디 마틴과 그의 오케스트라(피아노는 잭 피나가 연주)의 음악은 림스키-코르사코프의 왕벌의 비행을 스윙 재즈로 변형한 것으로, 환타지아에 포함될 것을 고려했던 여러 곡 중 하나였다.

### 조니 애플시드의 전설 (The Legend of Johnny Appleseed)
일생의 대부분을 개척 시대의 미국 중서부 (주로 오하이오와 인디애나)를 떠돌며 사과나무를 심어 유명한 별명을 얻은 존 채프먼의 이야기를 다시 들려준다. 그는 또한 기독교를 전파했다. 데니스 데이는 (조니를 잘 알던 "늙은 정착민"으로) 내레이션을 하고 조니와 그의 수호 천사의 목소리를 모두 제공한다.
이 단편은 1955년 12월 25일에 조니 애플시드라는 이름으로 독립적으로 개봉되었다. 이 작품의 상영 시간은 "17분으로 [영화의] 두 번째로 긴 작품"이다. 멜로디 타임에 각색되기 전, 조니 애플시드의 이야기는 "처음에는 캠프파이어 주변에서 불멸화"되었고, 나중에는 "동화책 형식"으로 만들어졌다.

### 리틀 투트 (Little Toot)
하디 그라마츠키의 리틀 투트 이야기를 바탕으로 하며, 뉴욕의 작은 예인선인 주인공 투트가 아버지 빅 투트처럼 되고 싶지만, 늘 사고를 치는 내용을 담고 있다.
앤드루스 시스터스가 보컬을 제공한다. 한 클립은 디즈니 싱 얼롱 송즈 볼륨 "프렌드 라이크 미"의 "프렌드십" 노래에 잠시 등장한다. 또한 싱 미 어 스토리 위드 벨에도 출연했다.

### 나무 (Trees)
조이스 킬머의 1913년 시 "나무"를 오스카 래스바흐의 음악과 함께 프레드 워링과 펜실베이니아인즈가 낭송한다. 서정적인 배경은 계절의 변화를 통해 보이는 목가적인 풍경의 애니메이션을 동반하며, 시의 여섯 번째와 일곱 번째 줄 사이에 확장된 간격이 있어 폭풍 장면을 수용한다.
원래 이야기 스케치의 모습을 보존하기 위해 레이아웃 아티스트 켄 오코너는 서리낀 셀을 사용하고 파스텔 이미지를 셀에 직접 렌더링하는 아이디어를 생각해냈다. 사진을 찍기 전에 각 셀은 파스텔을 보호하기 위해 투명 래커로 라미네이트되었다. 그 결과 애니메이션에서 이전에 볼 수 없었던 모습이 탄생했다.

### 삼바 때문이야 (Blame It on the Samba)
도널드 덕과 조제 카리오카는 아라쿠안 버드를 만나 삼바의 즐거움을 알게 된다. 함께 나오는 음악은 에르네스토 나자레스의 1914년 폴카 아파네이치, 카바킹오에 영어 가사를 붙인 것이다.
다이닝 시스터즈가 보컬을 제공하며 오르간 연주자 에델 스미스가 실사 역할로 등장한다.

### 페코스 빌 (Pecos Bill)
피날레는 텍사스주의 유명한 영웅 페코스 빌의 이야기를 다룬다. 코요테에게 길러진 그는 역사상 가장 위대하고 최고의 카우보이가 되었다. 그는 또한 독수리로부터 구한 그의 말 위도우메이커도 등장한다. 그는 그 후 민속에서 가장 유명한 카우보이가 된다. 이 이야기는 빌과 아름다운 카우걸 슬루 풋 수와의 불행한 로맨스를 다루는데, 그는 그녀에게 첫눈에 반했다. 이 때문에 위도우메이커는 수에게 질투심을 느껴 결혼식 날 그녀를 문자 그대로 달에 고립시키게 된다. 상심한 빌은 문명을 떠나 빌의 상실을 기리며 달을 향해 울부짖는 코요테들과 다시 합류한다.
이 재해석에는 로이 로저스, 밥 놀런, 로저스의 말 트리거, 그리고 파이어니어스 일가가 바비 드리스콜과 루아나 패튼에게 이야기를 들려주는 장면이 포함되어 있으며, 모두 애니메이션 배경을 배경으로 한 실사 도입부에서 애니메이션 이야기로 넘어간다. 이 단편은 나중에 영화의 NTSC 비디오 출시판(PAL 출시판 제외)에서 빌이 담배를 피우는 장면과 빌이 담배를 말아 번개로 불을 붙이는 거의 전체 토네이도 장면을 제거하기 위해 편집되었다. 담배 장면과 토네이도 장면은 모두 영화가 디즈니+에 출시될 때 복원되었다. 총 상영 시간은 "22분으로 [영화에서] 가장 긴 작품"이다.

## 출연

### 주연
- 로이 로저스
- 트리거
- 데니스 데이
- 앤드류스 시스터스
- 프레드 워링
- 프레디 마틴
- 프랭크 랭포드
- 에델 스미스
- 버디 클락
- 밥 놀런

### 조연
- 바비 드리스콜
- 루아나 패튼

## 음악
- "Melody Time"
- "Once Upon a Wintertime"
- "Bumble Boogie"
- "Johnny Appleseed"
- "Little Toot"
- "Trees"
- "Blame It on the Samba"
- "Pecos Bill"

## 같이 보기
- 월트 디즈니 픽처스의 영화 목록